# Río Utulik
El Utulik (del ruso: Утулик) es un río de Rusia que discurre por la república de Buriatia, en Siberia oriental. Es un tributario del lago Baikal, por lo que es un subafluente del Yeniséi por el Angará.

## Geografía

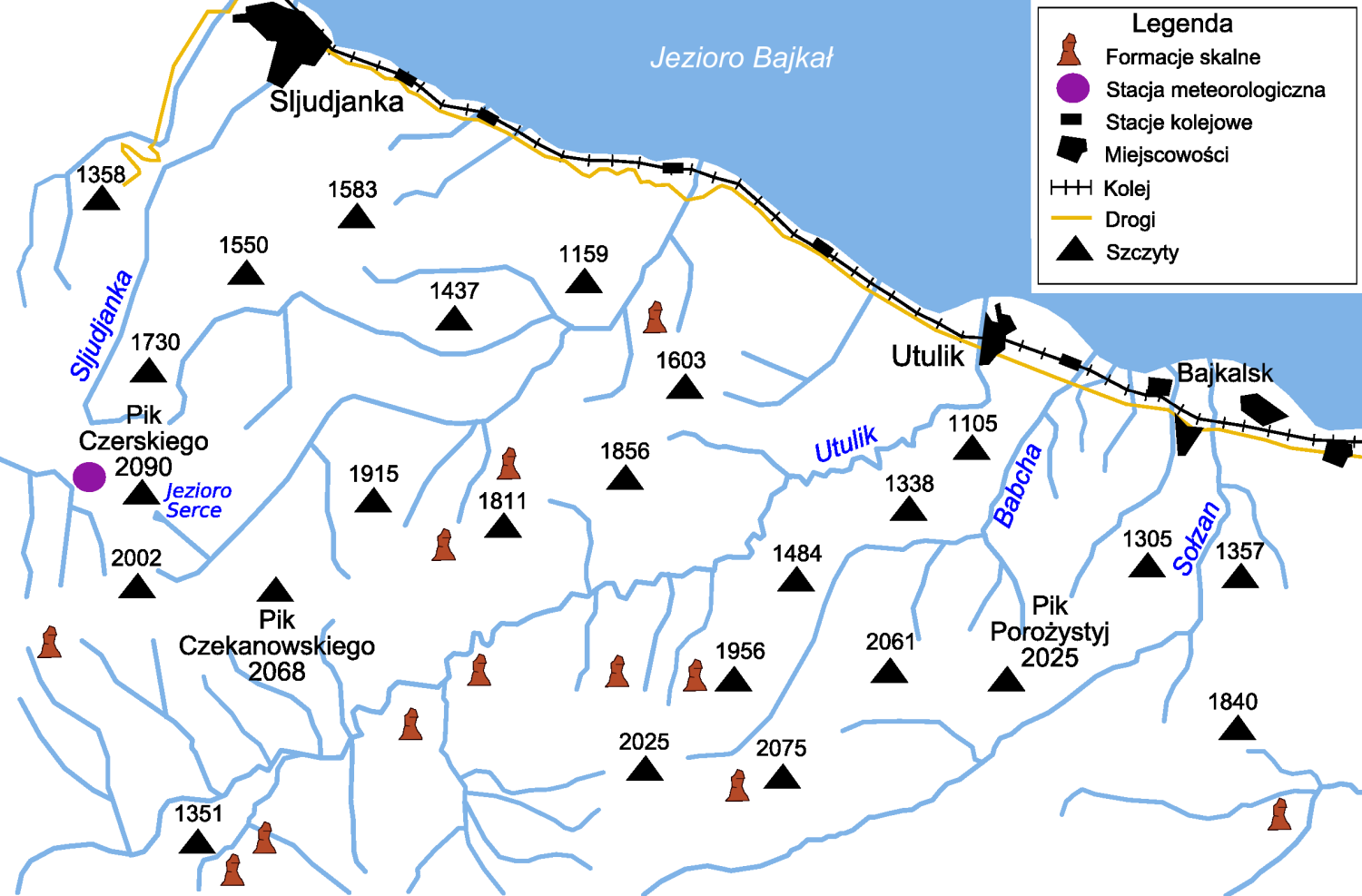
Mapa de la región y sus ríos principales.

La cuenca hidrográfica del Utulik tiene una superficie de 960 km². Su caudal medio en la desembocadura es de 16.4 m³/s. El río nace en el sudoeste del lago Baikal, en los montes Jamar-Dabán, que separan su cuenca (situada al norte de la cordillera), de la del río Témnik (al sur de las momntañas). El río fluye globalmente del sudoeste hacia el nordeste, aproximadamente en paralelo al del río Jara-Murín, pero más al oeste. Desemboca en el Baikal a la altura de Utulik, localidad situada a 7 km al noroeste de la ciudad de Baikalsk.

## Hidrometría - Caudales mensuales en Utulik
El Utulik es un río abundante y bien alimentado. Su caudal ha sido observado durante 59 años (1941 a 1999) en Utulik, estación hidrométrica situada a 3 km de su desembocadura en el lago Baikal.
El caudal anual medio observado en el Utulik fue de 16.4 m³/s para una superficie tenida en cuenta de 959 km², lo que supone la totalidad de la cuenca del río. La lámina de agua vertida anualmente en la cuenca ascendía a 539 mm, que deber ser considerada como elevada.
El río se alimenta ante todo de las precipitaciones abundantes de verano e inicios de otoño. Su régimen es por eso pluvial.
Las crecidas se desarrollan de primavera a finales de verano, del mes de amayo al de septiembre con una cima en julio-agosto, lo que corresponde a las lluvias estivales asociados a la fusión de las nieves de las cimas de su cuenca. En otoño, desde el mes de octubre, y luego en el de noviembre, el caudal del río baja rápidamente, lo que constituye el inicio del periodo de estiaje, que tiene lugar de noviembre a abril y corresponde al riguroso invierno siberiano con sus intensas heladas.
EL caudal medio mensual observado en febrero (mínimo de estiaje) es de 1.73 m³/s, es decir, el 4% del caudal medio del mes de julio, máximo del año (43,4 m³/s ), lo que subraya la amplitud elevada de las variaciones estacionales. Las diferencias de caudal mensual pueden ser más importantes a lo largo de los años. Así en los 59 años del estudio, el caudal mensual mñinimo ha sido de 0.53 m³/s en marzo de 1976, mientras que el caudal mensual máximo se elevó a 135 m³/s en julio de 1942.
En lo que concierne al periodo estival (de junio a agosto), el caudal mínimo observado ha sido de 10.2 m³/s en junio de 1959.
Caudal medio del Utulik (en m³/s) medidos en la estación hidrométrica de Utulik
Datos calculados en 59 años